# End-of-year Internationals 2005
Die End-of-year Internationals 2005 (auch als Autumn Internationals 2005 bezeichnet) waren eine vom 5. November bis zum 3. Dezember 2005 stattfindende Serie von internationalen Rugby-Union-Spielen zwischen Mannschaften der ersten und zweiten Stärkeklasse.
Das bemerkenswerteste Ergebnis gelang Wales, das Australien am 26. November zum ersten Mal seit der Weltmeisterschaft 1987 bezwingen konnte. Die All Blacks aus Neuseeland absolvierten erfolgreich eine Grand Slam Tour, sie schafften also Siege gegen alle Nationalmannschaften der britischen Home Nations während derselben Tour. Dies gelang ihnen zum zweiten Mal nach 1978.

## Ergebnisse

### Woche 1
| 5. November 2005 16:00 WEZ | Wales              | 3 : 41         | Neuseeland                                                                   | Millennium Stadium, Cardiff Zuschauer: 74.402 Schiedsrichter: Chris White (England) |
| 5. November 2005 16:00 WEZ | Straftritte: Jones | (3:13) Bericht | Versuche: Carter (2) Gear (3) Erhöhungen: Carter (5) Straftritte: Carter (2) | Millennium Stadium, Cardiff Zuschauer: 74.402 Schiedsrichter: Chris White (England) |

| 5. November 2005 17:10 AST | Argentinien                                                                                   | 23 : 34         | Südafrika | Estadio José Amalfitani, Buenos Aires Zuschauer: 40.000 Schiedsrichter: Tony Spreadbury (England) |
| 5. November 2005 17:10 AST | Versuche: M. Contepomi Durand Leonelli Erhöhungen: F. Contepomi Straftritte: F. Contepomi (2) | (20:16) Bericht | Versuche: Fourie Montgomery Smith Erhöhungen: Montgomery (2) Straftritte: Montgomery (3) Pretorius Dropgoals: Conradie | Estadio José Amalfitani, Buenos Aires Zuschauer: 40.000 Schiedsrichter: Tony Spreadbury (England) |

| 5. November 2005 21:00 MEZ | Frankreich                                                                             | 26 : 16        | Australien                                                    | Stade Vélodrome, Marseille Zuschauer: 60.000 Schiedsrichter: Paul Honiss (Neuseeland) |
| 5. November 2005 21:00 MEZ | Versuche: Heymans Martin Erhöhungen: Élissalde (2) Straftritte: Élissalde (3) Michalak | (10:9) Bericht | Versuche: Mitchell Erhöhungen: Rogers Straftritte: Rogers (3) | Stade Vélodrome, Marseille Zuschauer: 60.000 Schiedsrichter: Paul Honiss (Neuseeland) |

### Woche 2
| 11. November 2005 19:30 WEZ | Wales                                                    | 11 : 10       | Fidschi                                              | Millennium Stadium, Cardiff Zuschauer: 73.045 Schiedsrichter: Rob Dickson (Schottland) |
| 11. November 2005 19:30 WEZ | Versuche: Owen Straftritte: Robinson Dropgoals: Robinson | (0:7) Bericht | Versuche: Rawaqa Erhöhungen: Vulakoro Dropgoals: Bai | Millennium Stadium, Cardiff Zuschauer: 73.045 Schiedsrichter: Rob Dickson (Schottland) |

| 12. November 2005 14:30 WEZ | England                                                                                               | 26 : 16        | Australien                                                    | Twickenham Stadium, London Zuschauer: 62.000 Schiedsrichter: Joël Jutge (Frankreich) |
| 12. November 2005 14:30 WEZ | Versuche: Cohen Cueto Erhöhungen: Hodgson Barkley Straftritte: Hodgson (2) Barkley Dropgoals: Hodgson | (10:6) Bericht | Versuche: Mitchell Erhöhungen: Rogers Straftritte: Rogers (3) | Twickenham Stadium, London Zuschauer: 62.000 Schiedsrichter: Joël Jutge (Frankreich) |

| 12. November 2005 14:30 WEZ | Irland                                | 7 : 45         | Neuseeland                                                                            | Lansdowne Road, Dublin Zuschauer: 42.000 Schiedsrichter: Jonathan Kaplan (Südafrika) |
| 12. November 2005 14:30 WEZ | Versuche: Horan Erhöhungen: Humphreys | (0:25) Bericht | Versuche: Howlett (2) Sivivatu (2) Weepu Erhöhungen: Evans (4) Straftritte: Evans (4) | Lansdowne Road, Dublin Zuschauer: 42.000 Schiedsrichter: Jonathan Kaplan (Südafrika) |

| 12. November 2005 14:30 WEZ | Schottland                                                                         | 19 : 23        | Argentinien                                                                            | Murrayfield Stadium, Edinburgh Zuschauer: 20.000 Schiedsrichter: Kelvin Deaker (Neuseeland) |
| 12. November 2005 14:30 WEZ | Versuche: Parks Erhöhungen: Paterson Straftritte: Paterson (3) Dropgoals: Paterson | (13:6) Bericht | Versuche: Leonelli Strafversuch Erhöhungen: Todeschini (2) Straftritte: Todeschini (3) | Murrayfield Stadium, Edinburgh Zuschauer: 20.000 Schiedsrichter: Kelvin Deaker (Neuseeland) |

| 12. November 2005 15:00 MEZ | Italien                                                                                     | 48 : 0         | Tonga | Stadio Lungobisenzio, Prato Zuschauer: 7.000 Schiedsrichter: Matt Goddard (Australien) |
| 12. November 2005 15:00 MEZ | Versuche: Bergamasco (2) Bortolami (2) Canale Sole (2) Erhöhungen: Pez (5) Straftritte: Pez | (21:0) Bericht |       | Stadio Lungobisenzio, Prato Zuschauer: 7.000 Schiedsrichter: Matt Goddard (Australien) |

| 12. November 2005 17:00 MEZ | Frankreich | 50 : 6         | Kanada                   | Stade Marcel-Saupin, Nantes Zuschauer: 35.702 Schiedsrichter: Bryce Lawrence (Neuseeland) |
| 12. November 2005 17:00 MEZ | Versuche: Bonnaire Bruno Castaignède Marty Michalak Mignoni Erhöhungen: Michalak Yachvili (2) Straftritte: Michalak Yachvili (2) | (25:3) Bericht | Straftritte: Daypuck (2) | Stade Marcel-Saupin, Nantes Zuschauer: 35.702 Schiedsrichter: Bryce Lawrence (Neuseeland) |

### Woche 3
| 19. November 2005 14:00 OEZ | Rumänien                                                                     | 22 : 20        | Kanada                                                                     | Stadionul Ghencea, Bukarest Zuschauer: 1.000 Schiedsrichter: Didier Mené (Frankreich) |
| 19. November 2005 14:00 OEZ | Versuche: Fercu Manta Strafversuch Erhöhungen: Vlad (2) Straftritte: Dimofte | (8:17) Bericht | Versuche: Henderson M. Williams Erhöhungen: Pyke (2) Straftritte: Pyke (2) | Stadionul Ghencea, Bukarest Zuschauer: 1.000 Schiedsrichter: Didier Mené (Frankreich) |

| 19. November 2005 14:30 WEZ | England                                                              | 19 : 23         | Neuseeland                                                             | Twickenham Stadium, London Zuschauer: 62.000 Schiedsrichter: Alan Lewis (Irland) |
| 19. November 2005 14:30 WEZ | Versuche: Corry Hodgson Erhöhungen: Hodgson Straftritte: Hodgson (4) | (10:13) Bericht | Versuche: Mealamu Umaga Erhöhungen: Carter (2) Straftritte: Carter (3) | Twickenham Stadium, London Zuschauer: 62.000 Schiedsrichter: Alan Lewis (Irland) |

| 19. November 2005 14:30 WEZ | Irland                                             | 14 : 30       | Australien                                                                   | Lansdowne Road, Dublin Zuschauer: 42.000 Schiedsrichter: Chris White (England) |
| 19. November 2005 14:30 WEZ | Versuche: Horgan Straftritte: Humphreys O’Gara (2) | (6:3) Bericht | Versuche: Latham Mitchell (2) Erhöhungen: Rogers (3) Straftritte: Rogers (3) | Lansdowne Road, Dublin Zuschauer: 42.000 Schiedsrichter: Chris White (England) |

| 19. November 2005 15:00 MEZ | Frankreich                                                                                         | 43 : 8         | Tonga                               | Stade de Toulouse, Toulouse Zuschauer: 25.000 Schiedsrichter: Rob Dickson (Schottland) |
| 19. November 2005 15:00 MEZ | Versuche: Clerc (2) Jauzion Lièvremont Rougerie Erhöhungen: Yachvili (3) Straftritte: Yachvili (4) | (12:8) Bericht | Versuche: Vaki Dropgoals: Tuipulotu | Stade de Toulouse, Toulouse Zuschauer: 25.000 Schiedsrichter: Rob Dickson (Schottland) |

| 19. November 2005 15:00 MEZ | Italien                                               | 22 : 39         | Argentinien                                                                                           | Stadio Luigi Ferraris, Genua Zuschauer: 22.000 Schiedsrichter: Nigel Whitehouse (Wales) |
| 19. November 2005 15:00 MEZ | Versuche: Canale Erhöhungen: Pez Straftritte: Pez (5) | (16:19) Bericht | Versuche: Aramburú Leonelli Stortoni Tiesi Erhöhungen: F. Contepomi (2) Straftritte: F. Contepomi (5) | Stadio Luigi Ferraris, Genua Zuschauer: 22.000 Schiedsrichter: Nigel Whitehouse (Wales) |

| 19. November 2005 15:00 WEZ | Portugal                                                            | 17 : 26         | Fidschi                                                                | Universitario Lisboa, Lissabon Schiedsrichter: Scott Young (Australien) |
| 19. November 2005 15:00 WEZ | Versuche: Aguilar Ferreira Erhöhungen: Pinto (2) Straftritte: Pinto | (10:19) Bericht | Versuche: Gadolo Kunavore Qovu Ratuvou Erhöhungen: Prasad (2) Vulakoro | Universitario Lisboa, Lissabon Schiedsrichter: Scott Young (Australien) |

| 19. November 2005 15:00 WEZ | Schottland                                                             | 18 : 11       | Samoa                                     | Murrayfield Stadium, Edinburgh Zuschauer: 14.718 Schiedsrichter: Alain Rolland (Irland) |
| 19. November 2005 15:00 WEZ | Versuche: Di Rollo Hogg Erhöhungen: Paterson Straftritte: Paterson (2) | (8:8) Bericht | Versuche: Tuilagi Straftritte: Warren (2) | Murrayfield Stadium, Edinburgh Zuschauer: 14.718 Schiedsrichter: Alain Rolland (Irland) |

| 19. November 2005 17:00 WEZ | Wales                                                      | 16 : 33        | Südafrika                                                                               | Millennium Stadium, Cardiff Zuschauer: 42.000 Schiedsrichter: Stuart Dickinson (Australien) |
| 19. November 2005 17:00 WEZ | Versuche: Sweeney Erhöhungen: Jones Straftritte: Jones (3) | (6:11) Bericht | Versuche: Habana (2) Jantjes Rossouw Erhöhungen: Bosman (2) Straftritte: Montgomery (3) | Millennium Stadium, Cardiff Zuschauer: 42.000 Schiedsrichter: Stuart Dickinson (Australien) |

### Woche 4
| 26. November 2005 12:30 WEZ | Irland                                                                                              | 43 : 12        | Rumänien              | Lansdowne Road, Dublin Zuschauer: 25.000 Schiedsrichter: Andrew Cole (Australien) |
| 26. November 2005 12:30 WEZ | Versuche: Best Dempsey Murphy O’Connor Trimble (2) Erhöhungen: Humphreys (5) Straftritte: Humphreys | (17:6) Bericht | Straftritte: Mitu (4) | Lansdowne Road, Dublin Zuschauer: 25.000 Schiedsrichter: Andrew Cole (Australien) |

| 26. November 2005 14:30 WEZ | Schottland                                                   | 10 : 29        | Neuseeland                                                                         | Murrayfield Stadium, Edinburgh Zuschauer: 48.000 Schiedsrichter: Nigel Whitehouse (Wales) |
| 26. November 2005 14:30 WEZ | Versuche: Webster Erhöhungen: Paterson Straftritte: Paterson | (3:22) Bericht | Versuche: Evans Gear (2) Lauaki Erhöhungen: Evans (2) MacDonald Straftritte: Evans | Murrayfield Stadium, Edinburgh Zuschauer: 48.000 Schiedsrichter: Nigel Whitehouse (Wales) |

| 26. November 2005 14:30 WEZ | England                                                                                     | 40 : 3         | Samoa             | Twickenham Stadium, London Zuschauer: 62.000 Schiedsrichter: Mark Lawrence (Südafrika) |
| 26. November 2005 14:30 WEZ | Versuche: Ellis Hodgson Varndell Voyce (2) Erhöhungen: Hodgson (3) Straftritte: Hodgson (3) | (16:3) Bericht | Straftritte: Vili | Twickenham Stadium, London Zuschauer: 62.000 Schiedsrichter: Mark Lawrence (Südafrika) |

| 26. November 2005 15:00 MEZ | Italien                                                              | 23 : 8        | Fidschi                               | Stadio Brianteo, Monza Zuschauer: 12.000 Schiedsrichter: Tappe Henning (Südafrika) |
| 26. November 2005 15:00 MEZ | Versuche: Bergamasco Ongaro Erhöhungen: Pez (2) Straftritte: Pez (3) | (3:3) Bericht | Versuche: Luveitasau Straftritte: Bai | Stadio Brianteo, Monza Zuschauer: 12.000 Schiedsrichter: Tappe Henning (Südafrika) |

| 26. November 2005 17:00 WEZ | Wales                                                                       | 24 : 22       | Australien                                                                | Millennium Stadium, Cardiff Zuschauer: 74.721 Schiedsrichter: Tony Spreadbury (England) |
| 26. November 2005 17:00 WEZ | Versuche: S. Williams Strafversuch Erhöhungen: Jones Straftritte: Jones (4) | (6:7) Bericht | Versuche: Tuqiri Sharpe Latham Erhöhungen: Rogers (2) Straftritte: Rogers | Millennium Stadium, Cardiff Zuschauer: 74.721 Schiedsrichter: Tony Spreadbury (England) |

| 26. November 2005 21:00 MEZ | Frankreich                                                                                       | 26 : 20        | Südafrika                                                                        | Stade de France, Saint-Denis Zuschauer: 80.000 Schiedsrichter: Scott Young (Australien) |
| 26. November 2005 21:00 MEZ | Versuche: Michalak Rougerie Szarzewski Erhöhungen: Élissalde Straftritte: Élissalde (2) Michalak | (15:3) Bericht | Versuche: Botha Fourie Erhöhungen: Montgomery (2) Straftritte: Montgomery Bosman | Stade de France, Saint-Denis Zuschauer: 80.000 Schiedsrichter: Scott Young (Australien) |

### Woche 5
| 3. Dezember 2005 17:00 AST | Argentinien                                                    | 12 : 28         | Samoa                                                                                                  | Cricket and Rugby Club, Buenos Aires Zuschauer: 25.000 Schiedsrichter: Nigel Owens (Wales) |
| 3. Dezember 2005 17:00 AST | Versuche: Agulla Fernández Lobbe Erhöhungen: Fernández Miranda | (12:23) Bericht | Versuche: Johnston Sititi Tagicakibau Erhöhungen: Warren (2) Straftritte: Warren (2) Dropgoals: Warren | Cricket and Rugby Club, Buenos Aires Zuschauer: 25.000 Schiedsrichter: Nigel Owens (Wales) |